# Tournoi de clôture du championnat du Belize de football 2014
Navigation
Saison précédente Saison suivante
Le Tournoi Clausura 2014 est le huitième tournoi saisonnier disputé au Belize.
C'est cependant la 29e fois que le titre de champion du Belize est remis en jeu.
Lors de ce tournoi, le Belmopan Bandits a conservé son titre de champion du Belize face aux six meilleurs clubs beliziens.
Chacun des sept clubs participant était confronté deux fois aux six autres équipes. Puis les quatre meilleurs se sont affrontés lors d'une phase finale à la fin de la saison.
Seulement une place pouvait être qualificative pour la Ligue des champions de la CONCACAF.

## Les 7 clubs participants
| \| FC Belize Defence Force San Ignacio United Belmopan Bandits Police United Verdes FC Paradise/Freedom Fighters \| Localisation des clubs engagés dans le championnat. |
| FC Belize Defence Force San Ignacio United Belmopan Bandits Police United Verdes FC Paradise/Freedom Fighters                                                           |

Ce tableau présente les sept équipes qualifiées pour disputer le championnat 2013-2014. On y trouve le nom des clubs, le nom des stades dans lesquels ils évoluent ainsi que la capacité et la localisation de ces derniers.
| Club                           | Stade                      | Capacité          | Ville                   |
| Defence Force                  | Stade Carl Ramos           | 3 500             | Dangriga                |
| FC Belize                      | Stade MCC Grounds          | 3 500             | Belize City             |
| Belmopan Bandits               | Stade Isidoro Beaton       | 2 500             | Belmopan                |
| Verdes FC                      | Stade Pedro Mena Guerra    | Capacité inconnue | Benque Viejo del Carmen |
| Paradise/Freedom Fighters (en) | Stade de Toledo Union (en) | Capacité inconnue | Punta Gorda             |
| Police United                  | Stade MCC Grounds          | 3 500             | Belize City             |
| San Ignacio United (en)        | Stade Norman Broaster      | 2 000             | San Ignacio             |

## Compétition
Le tournoi Clausura se déroule de la façon suivante, en deux phases :
- La phase régulière : les douze journées de championnat.
- La phase finale : les confrontations allant des demi-finales à la finale.

### Phase régulière
Lors de la phase régulière les sept équipes affrontent à deux reprises les six autres équipes selon un calendrier tiré aléatoirement. Les quatre meilleures équipes sont qualifiées pour les demi-finales. Le classement est établi sur le barème de points classique (victoire à 3 points, match nul à 1, défaite à 0).
Le départage final se fait selon les critères suivants :
- Le nombre de points.
- La différence de buts générale.
- Le nombre de buts marqué.

#### Classement
| Rang | Équipe                         | Pts | J  | G | N | P | Bp | Bc | Diff |
| ---- | ------------------------------ | --- | -- | - | - | - | -- | -- | ---- |
| 1    | Police United                  | 26  | 12 | 8 | 2 | 2 | 17 | 7  | +10  |
| 2    | Belmopan Bandits T             | 18  | 12 | 4 | 6 | 2 | 13 | 7  | +6   |
| 3    | Verdes FC                      | 18  | 12 | 5 | 3 | 4 | 11 | 9  | +2   |
| 4    | Defence Force                  | 17  | 12 | 5 | 2 | 5 | 14 | 13 | +1   |
| 5    | Paradise/Freedom Fighters (en) | 12  | 12 | 3 | 3 | 6 | 9  | 13 | -4   |
| 6    | FC Belize                      | 12  | 12 | 3 | 3 | 6 | 12 | 22 | -10  |
| 7    | San Ignacio United (en)        | 10  | 12 | 1 | 7 | 4 | 13 | 18 | -5   |

| Légende : Qualifications et relégations | Légende : Qualifications et relégations |
| --------------------------------------- | --------------------------------------- |
|                                         | Qualifié pour les demi-finales          |
|                                         | T Tenant du titre                       |

#### Résultats
| Résultats (▼dom., ►ext.)                                   | Def | Belm | Bel | Par | Pol | Ign | Ver |
| Defence Force                                              |     | 0-0  | 4-2 | 0-1 | 1-2 | 2-0 | 0-0 |
| Belmopan Bandits                                           | 1-0 |      | 4-0 | 1-0 | 0-0 | 0-0 | 1-1 |
| FC Belize                                                  | 0-1 | 0-2  |     | 0-0 | 1-0 | 3-3 | 0-1 |
| Paradise/Freedom Fighters (en)                             | 0-2 | 1-1  | 1-2 |     | 0-1 | 3-4 | 0-1 |
| Police United                                              | 4-1 | 2-1  | 3-0 | 1-2 |     | 0-0 | 1-0 |
| San Ignacio United (en)                                    | 1-2 | 1-1  | 2-2 | 0-0 | 1-2 |     | 0-2 |
| Verdes FC                                                  | 2-1 | 2-1  | 1-2 | 0-1 | 0-1 | 1-1 |     |
| - Victoire à domicile - Match nul - Victoire à l'extérieur |     |      |     |     |     |     |     |

### La phase finale
Les quatre équipes qualifiées sont réparties dans le tableau final d'après leur classement général, le deuxième affrontant le troisième et le premier affrontant le quatrième.
En cas d'égalité sur la somme des deux matchs, c'est l'équipe ayant marqué le plus de buts à extérieur qui l'emporte puis des prolongations et une séance de tirs au but ont éventuellement lieu.

#### Tableau
|  |                  |            |                  |            |               |     |   |        |        |        |        |        |
|  | 1/2 finale       | 1/2 finale | 1/2 finale       | 1/2 finale | 1/2 finale    |     |   | Finale | Finale | Finale | Finale | Finale |
|  |                  |            |                  |            |               |     |   |        |        |        |        |        |
|  |                  |            |                  |            |               |     |   |        |        |        |        |        |
|  | Police United    | (1)        | 2                | 3          |               |     |   |        |        |        |        |        |
|  | Police United    | (1)        | 2                | 3          |               |     |   |        |        |        |        |        |
|  | Defence Force    | (4)        | 1                | 0          |               |     |   |        |        |        |        |        |
|  | Defence Force    | (4)        | 1                | 0          | Police United | (1) | 0 | 0      |        |        |        |        |
|  |                  |            |                  |            |               | (1) | 0 | 0      |        |        |        |        |
|  |                  |            | Belmopan Bandits | (2)        | 3             | 1   |   |        |        |        |        |        |
|  | Belmopan Bandits | (2)        | Belmopan Bandits | (2)        | 3             | 1   | 1 | 1      |        |        |        |        |
|  | Belmopan Bandits | (2)        |                  |            |               |     | 1 | 1      |        |        |        |        |
|  | Verdes FC        | (3)        | 0                | 1          |               |     |   |        |        |        |        |        |
|  | Verdes FC        | (3)        | 0                | 1          |               |     |   |        |        |        |        |        |

#### Demi-finales
| Club             | Aller | Retour | Club          | Commentaire |
| Police United    | 2-1   | 3-0    | Defence Force |             |
| Belmopan Bandits | 1-0   | 1-1    | Verdes FC     |             |

#### Finale
| Match aller | Belmopan Bandits                                        | 3:0   | Police United | Stade Isidoro Beaton |  |
| 10 mai 2014 | Jeromy James 53e · Jeromy James 60e · Denmark Casey 67e | (0:0) |               |                      |  |

| Match retour | Police United | 0:1 | Belmopan Bandits | Stade Isidoro Beaton |  |
| 17 mai 2014  |               |     | Buteur inconnu   |                      |  |

## Bilan du tournoi
| Tournoi de clôture du championnat de football du Belize 2014 |                             |
| Champion                                                     | Belmopan Bandits (3e titre) |
| Dauphin                                                      | Police United               |
| Qualifications continentales                                 |                             |
| Ligue des champions 2014-2015 (Phase de groupes)             | Belmopan Bandits            |

## Statistiques

### Buteurs
| Rang | Nom              | Équipe                  | Buts |
| 1    | Clifton West     | Police United           | 7    |
| 2    | Anthony Gonzalez | San Ignacio United (en) | 6    |
| 2    | Jarret Davis     | FC Belize               | 6    |
| 2    | Jeromy James     | Belmopan Bandits        | 6    |
| 5    | 2 joueurs        | 2 joueurs               | 5    |
| 7    | 3 joueurs        | 3 joueurs               | 4    |